# Baulou
Baulou település Franciaországban, Ariège megyében. Lakosainak száma 165 fő (2022. január 1.). Baulou Aigues-Juntes, Cadarcet, Cazaux, Cos, Crampagna, Loubens, Loubières, Saint-Martin-de-Caralp és Vernajoul községekkel határos.

## Népesség
A település népességének változása:
| Lakosok száma | 144  | 114  | 146  | 162  | 162  | 166  | 168  | 171  | 167  | 165  |
|               | 1968 | 1982 | 1999 | 2006 | 2011 | 2015 | 2017 | 2018 | 2020 | 2022 |